# جيسي هيل فورد
جيسي هيل فورد (بالإنجليزية: Jesse Hill Ford)‏‏ (28 ديسمبر 1928 في تروي، ألاباما - 1 يونيو 1996 في ناشفيل، تينيسي) روائي، وصحفي من الولايات المتحدة.

## الجوائز
- زمالة غوغنهايم
- جائزة إدغار